# 名古屋市交通局の半鋼製単車
名古屋市交通局の半鋼製単車（なごやしこうつうきょくのはんこうせいたんしゃ）では、かつて名古屋市交通局が保有していた路面電車（名古屋市電）用の電車のうち、半鋼製の車体をもつ二軸車（単車）について記述する。
旧型の木造単車を改造することによって製造された電車であり、1935年（昭和10年）から1939年（昭和14年）にかけて合計54両製造された。車両番号は151から204まであった。太平洋戦争中の戦災被害のため一部車両が廃車され、1950年代以降老朽化のため残った車両も順次廃車されていき、1956年（昭和31年）に全車が廃車となった。通称は「改造単車」。

## 登場の経緯
1922年（大正11年）8月に名古屋市電気局（のちの交通局）が名古屋電気鉄道を継承し「名古屋市電」が発足したとき、市電の電車は木造単車や木造ボギー車だった。市営化後、LSC形やLB形などの新型車両が新造されたが、いずれも木造車両だった。昭和に入ってからBLA形・BLC形という半鋼製ボギー車が新造されるが、半鋼製の単車は新造されなかった。
1928年（昭和3年）になって、木造単車の車体骨組みを鉄骨に改造し車体の緩みを防止する改良工事が開始される。1930年（昭和5年）には低床単車SLA形が登場するが、1932年（昭和7年）度を最後にこの改良工事は行われなくなった。そのため、未改造の木造単車の老朽化が激しくなり、使用に耐えられなくなっていった。
木造単車の老朽化対策のため登場したのが本項で記述する半鋼製単車である。車体更新によるサービス向上や、小型車を大量保有し運転回数を増加させ当時全盛のバスに対抗することを目的としていた。

## 車両の概要
1935年（昭和10年）から1939年（昭和14年）までの長期間にわたって製造されたため、製造時期によって外観に差異がある。
まず、1935年2月に試作車2両（151・152）が電気局西町工場製造された。改造種車は34人乗りの小型単車（SSA形）で、記録によれば旧番号は90と95である。車体は流線型を取り入れた設計で、塗装は下部が緑色、上部が黄色、屋根が銀色とされた。車体の窓は前面に3面、側面に6枚取り付けられ、ドアは前後に1か所ずつ設置された。31馬力のウェスティングハウス・エレクトリック製電動機を装備し、ブリル製の台車を履いていた。
試作車に続いて1935年から1937年（昭和12年）にかけて製造された18両（153-170）は前期型と呼ばれる。種車は160までがSSA形、161以降は42人乗り大型単車（LSA形）で、旧番号は順に38・58・59・64・79・86・96・143・169・170・173-180。前期型では、試作車にあった車体前後の傾斜が工作上の困難という理由で無くなり外観が変化したほか、窓枠がアルミニウム製から木製に変更された。また、161以降は電動機が33馬力のゼネラル・エレクトリック製のものに変わっている。
1937年から1939年にかけて製造された34両（171-204）は後期型と呼ばれる。種車はLSA形で、190までの旧番号は順に181・182・184-186・189・192・193・197-201・203-206・208・210・211である。試作車・前期型に比べて側面の窓の高さが高くなったほか、戸袋にも窓が設置された。
これらの電車はいずれも定員は50人である。電動機・台車を種車から流用したため種車同様の高床車両となったが、ドアステップの高さを低床車並みとしたため客室内に強い勾配がつき、乗客の安定を欠くと批判された。

## 製造後の動向と廃車
太平洋戦争中、152・166・177の3両が戦災被害を受けた。そのうち166は戦後復旧したが、152と177の2両は復旧せず1949年（昭和24年）に正式に廃車となった。また事故による廃車も多数あり、1951年（昭和26年）までに合計8両が廃車となっている。1952年（昭和27年）には集電装置がトロリーポールからビューゲルに交換された。
それ以降も満足な定期検査を行わなかったため毎年数両ずつ老朽化により廃車されていった。そして、1956年（昭和31年）11月に13両が廃車され、12月に残る7両も書類上花電車に改造され、市電の半鋼製単車は消滅した。
なお、各車両の廃車日は以下の通りである。
- 1949年（昭和24年）9月28日 : 4両 - 152・167・177・183
- 1950年（昭和25年）8月14日 : 4両 - 151・160・169・188
- 1951年（昭和26年）10月18日 : 2両 - 168・176
- 1953年（昭和28年）12月1日 : 8両 - 154・156・163・166・193-195・202
- 1954年（昭和29年）10月6日 : 8両 - 155・159・170・171・182・185・195・199
- 1955年（昭和30年）5月17日 : 8両 - 153・157・161・172・178・189・197・200
- 1956年（昭和31年）11月25日 : 13両 - 158・162・164・165・179・180・181・190・196・198・201・203・204
- 1956年（昭和31年）12月18日（花電車への改造日） : 7両 - 173・174・184・186・187・191・192

## 花電車への改造
半鋼製単車のうち、7両が花電車（花1-花7）に改造された。書類上は1956年12月18日竣工で、173・174・184・186・187・191・192の7両からの改造とされている（番号変更の届出日は翌1957年1月10日）。
だが、実際の改造時期は1954年（昭和29年）10月で、種車は順に159・195・185・170・155・199・182である。改造時は無籍の車両で、運転する際は在籍する別の単車の番号をつけていた。正式に車籍を持ったのは1956年12月からで、それまで残っていた7両を改造したことにされた。
花電車となった車体は床と運転台部分だけを残して切り取られ、床の中央部分に鉄骨でやぐらを組みその上に集電装置のビューゲルを設置した。運転台の窓ガラスは翌年の11月に再び取り付けられた。運転回数は毎年1回程度で、普段は特定の車庫で保管された。
1960年（昭和35年）12月23日にまず花7が廃車となった。余剰となったボギー車が花電車に改造されたため、1963年（昭和38年）4月5日に花4-花6の3両が廃車、1965年（昭和40年）10月9日には花1-花3の3両が廃車され、半鋼製単車改造の花電車は消滅した。

## 譲渡・保存車両
1957年（昭和32年）9月12日付で豊橋鉄道に16両が譲渡されている。書類上、譲渡車両の番号は158・159・162・164・165・180-182・185・190・195・196・198・201・203・204となっている。譲渡後は豊橋鉄道のモハ500形（のちにモ500形に変更）となり、1968年（昭和43年）2月まで使用された。
保存された車両は179の1両のみで、名古屋市中区上前津の「上前津東公園」で集会場として利用されている。車両の台車はなくなっているが、原型を残している。

## 主要諸元
- 製造年
  - 151-152 : 1935年2月
  - 153-164 : 1935年度
  - 165-180 : 1936年度
  - 180-190 : 1937年度
  - 191-202 : 1938年度
  - 203-204 : 1939年度
- 車体製作所名 : 名古屋市電気局西町工場
- 定員 : 50人
- 自重 : 8.3トン
- 車体最大寸法
  - 長 : 8,475mm
  - 幅 : 2,337mm
  - 高 : 3,530mm
- 客室内寸法
  - 長：5,862mm
  - 幅 : 2,078mm （151・152は2,060mm）
- 台車 : ブリル21E形
- 軸距 : 2,286mm
- 電動機 : WH323A（31馬力）2個（151 - 170）、GE249A（33馬力）2個（171 - 204）